# Яхімільку
Яхімільку (Яхімілк, Яхімілкі) (д/н — бл. 600 до н. е.) — цар міста-держави Тіра в 660—600 роках до н. е.

## Життєпис
Походив з династії Ітобаала. Син царя Баала I. У 662 році до н. е. на вимогу ассирійського царя відправив Яхімільку до Ніневії. На той час той був ще дитиною. Втім у 660 році до н. е. після смерті батька повернувся до Тіра, де посів трон. Водночас підтвердив зверхність Ассирії. Ймовірно, спочатку за нього урядували родичі або суфети.
У 644—643 роках до н. е., ймовірно, спровокував заколот міст Ушу і Акко проти ассирійського панування, який втім було швидко придушено, а бунтівні міста зруйновано. Про подальшу діяльність Яхімільку обмаль відомостей. На думку одних дослідників він панував до 630 року до н. е. Інші вважають, що цей цар перебував на троні ще за часів фараона Нехо II, зверхність якого визнав у 611/610 роках до н. е. Можливо, також саме Яхімільку був одним з головних виконавців підготовки експедиції навколо Африки. Втім до 600 року до н. е. Яхімільку напевне помер. Наступним відомим царем є Ітобаал III.